# Monopod
| Monopod |                                                                        |
| --- | ---------------------------------------------------------------------- |
| Monopod med kamera Del av: Stativ \| Monopod Bipod Tripod \| – (enbensstöd/-stativ) – (tvåbensstöd/-stativ) – (trebensstöd/-stativ) \| |                                                                        |
| Monopod Bipod Tripod | – (enbensstöd/-stativ) – (tvåbensstöd/-stativ) – (trebensstöd/-stativ) |

En monopod (av latinets mono och pede, ”en fot”), alternativt enbensstöd eller enbensstativ, är ett stöd eller stativ med ett ben/en fot. De används som stativ för kameror, men även för videokameror och kikare. 
Monopoder har bara ett ben, och måste balanseras av den som håller i kameran. Oftast är benet av teleskoptyp, så att det kan justeras i höjdled och även skjutas ihop för förvaring. Ett stativ med bara ett ben kan tyckas vingligt, men reduceringen av skakningsoskärpan är avsevärd, då skakningarna "växlas ned" så att kameran tvingas vrida sig runt en radie som motsvarar stativets hela längd (utom vridningsskakning i sidled, kring stativets centrumaxel, men den är normalt liten). Det gör att skakningen, räknad i grader, blir mycket liten. 
På enbensstativen används normalt ingen ledmekanism för att rikta kameran, istället sitter kameran fast och man lutar och vrider hela stativet. Det är mer snabbarbetat än trebensstativens ställmekanismer. Förutom att mekaniskt reducera skakningarna gör enbensstativet också att huvuddelen av kamerans vikt bärs upp av stativbenet. Enbensstativ används ofta tillsammans med långa teleobjektiv vid naturfotografering och sportfotografering.